# Bornit
Bornit (Tief-Bornit), auch Buntkupferkies, Kupferlasurerz oder Kupfer-Lazur genannt, ist ein häufig vorkommendes Mineral aus der Mineralklasse der „Sulfide und Sulfosalze“. Es kristallisiert im orthorhombischen Kristallsystem mit der chemischen Zusammensetzung Cu5FeS4 und entwickelt meist massige Aggregate, seltener Kristalle in Oktaeder- oder pseudokubischer Form in bronze- oder kupferner Farbe.

## Etymologie und Geschichte

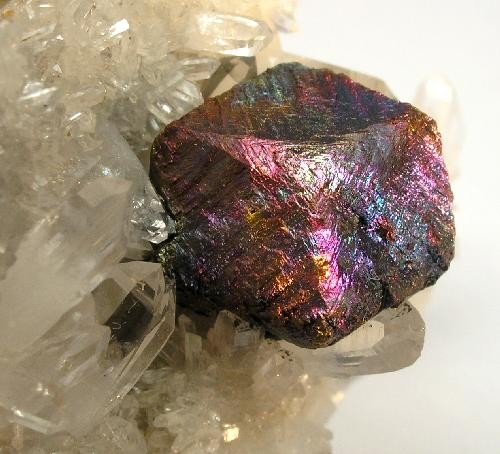
Buntkupferkies mit pseudokubischem Habitus auf Quarz aus dem „Huaron Mining District“ bei Cerro de Pasco, Peru

Bekannt war Bornit bereits seit 1725, seinen offiziellen Namen erhielt es jedoch erst 1845 von Wilhelm Ritter von Haidinger, der das Mineral nach dem österreichischen Mineralogen Ignaz von Born benannte. Seine bergmännische Bezeichnung Buntkupferkies erhielt das Mineral, weil es an Luft sehr schnell bunte Anlauffarben bildet.
Als Typlokalität gilt Jáchymov (deutsch Sankt Joachimsthal) in Tschechien.

## Klassifikation
Bereits in der veralteten 8. Auflage der Mineralsystematik nach Strunz gehörte der Bornit zur Mineralklasse der „Sulfide und Sulfosalze“ und dort zur Abteilung der „Sulfide etc. mit [dem Stoffmengenverhältnis] M(etall) : S(chwefel) > 1 : 1“, wo er zusammen mit Digenit die „Digenit-Bornit-Gruppe“ mit der System-Nr. II/A.02 und dem weiteren Mitglied Anilith sowie im Anhang mit Rickardit und Umangit bildete.
Im zuletzt 2018 überarbeiteten und aktualisierten Lapis-Mineralienverzeichnis nach Stefan Weiß, das sich aus Rücksicht auf private Sammler und institutionelle Sammlungen noch nach dieser alten Form der Systematik von Karl Hugo Strunz richtet, erhielt das Mineral die System- und Mineral-Nr. II/B.02-30. In der „Lapis-Systematik“ entspricht dies der präziser definierten Abteilung „Sulfide, Selenide und Telluride mit [dem Stoffmengen]Verhältnis Metall : S,Se,Te > 1 : 1“, wo Bornit zusammen mit Betechtinit, Gortdrumit und Calvertit die Gruppe „Komplexe Kupfer-Eisen-Sulfide“ bildet.
Die seit 2001 gültige und von der International Mineralogical Association (IMA) zuletzt 2009 aktualisierte 9. Auflage der Strunz’schen Mineralsystematik ordnet den Bornit ebenfalls in die Abteilung der „Metallsulfide, M : S > 1 : 1 (hauptsächlich 2 : 1)“ ein. Diese ist allerdings weiter unterteilt nach den in der Verbindung vorherrschenden Metallen, so dass das Mineral entsprechend seiner Zusammensetzung in der Unterabteilung „mit Kupfer (Cu), Silber (Ag), Gold (Au)“ zu finden ist, wo es als einziges Mitglied die unbenannte Gruppe 2.BA.10 bildet.
Auch die vorwiegend im englischen Sprachraum gebräuchliche Systematik der Minerale nach Dana ordnet den Bornit in die Klasse der „Sulfide und Sulfosalze“ und dort in die Abteilung der „Sulfidminerale“ ein. Hier ist er als einziges Mitglied in der unbenannten Gruppe 02.05.02 innerhalb der Unterabteilung der „Sulfide – einschließlich Seleniden und Telluriden – mit der Zusammensetzung AmBnXp, mit (m+n):p=3:2“ zu finden.

## Kristallstruktur
Bornit kristallisiert zunächst als Hoch-Bornit (β-Cu5FeS4) im kubischen Kristallsystem in der Raumgruppe Fm3m (Raumgruppen-Nr. 225) mit dem Gitterparameter a = 5,50 Å sowie einer Formeleinheit pro Elementarzelle. Nach weiterer Abkühlung wandelt er sich bei etwa 270 bis 265 °C in intermediären Bornit mit metastabiler, kubischer Struktur, um schließlich bei etwa 205 bis 195 °C in den stabilen, orthorhombischen Tief-Bornit überzugehen, dessen Elementarzelle die Gitterparameter a = 10,95 Å; b = 21,86 Å und c = 10,95 Å hat und deren 16 Formeleinheiten in der Raumgruppe Pbca (Nr. 61) angeordnet sind.

## Eigenschaften

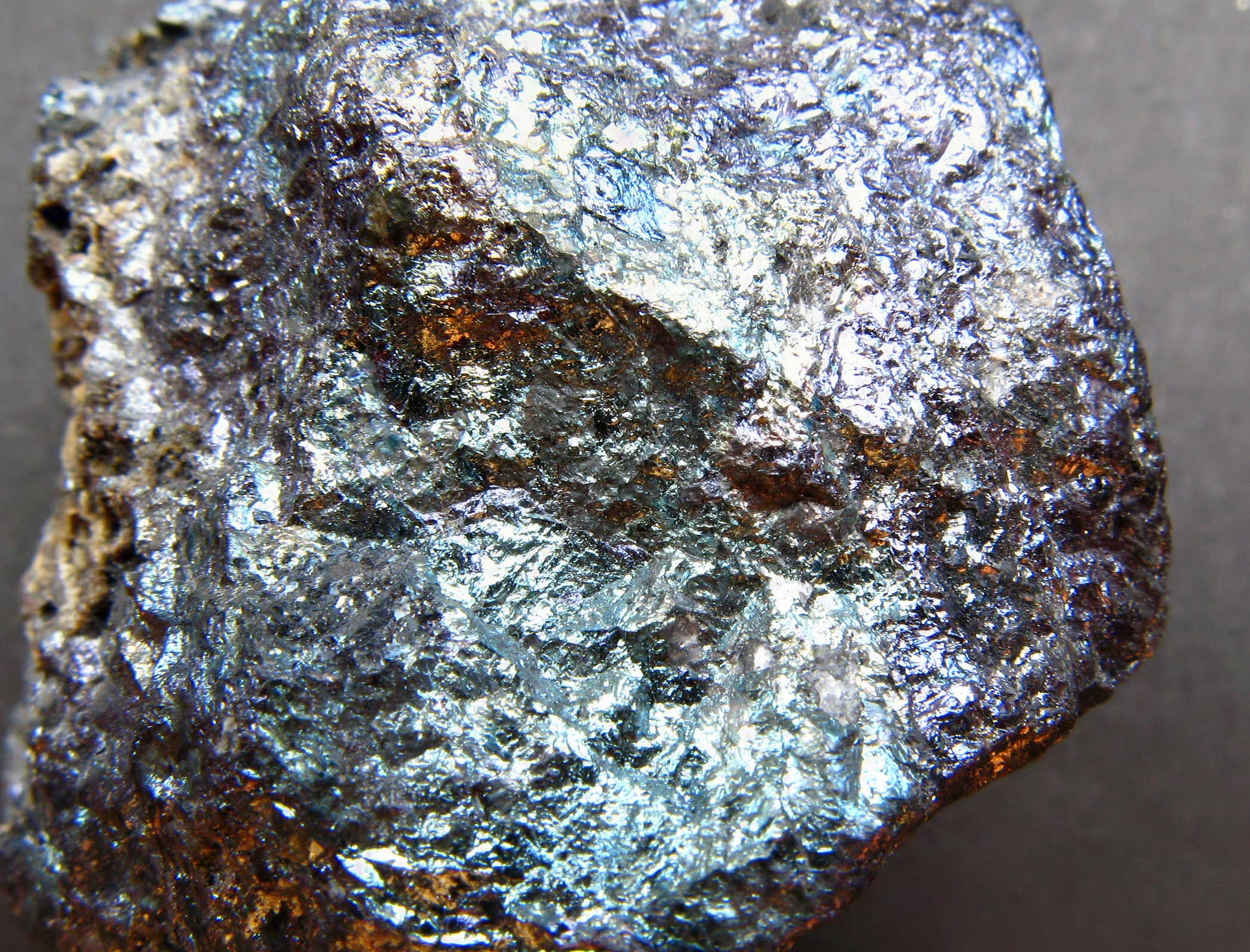
Bläulichviolett angelaufener Bornit mit starkem Metallglanz aus Tsumeb, Namibia

Vor dem Lötrohr schmilzt Bornit zu einer grauen und magnetischen Kugel. In Salpetersäure und konzentrierter Salzsäure löst sich das Mineral auf, wobei Schwefel abgeschieden wird.
In frischem Zustand kann Bornit mit Pyrrhotin und Nickelin verwechselt werden, bläulichgrün oder buntfarbig angelaufen auch mit Chalkopyrit oder Covellin.

## Bildung und Fundorte

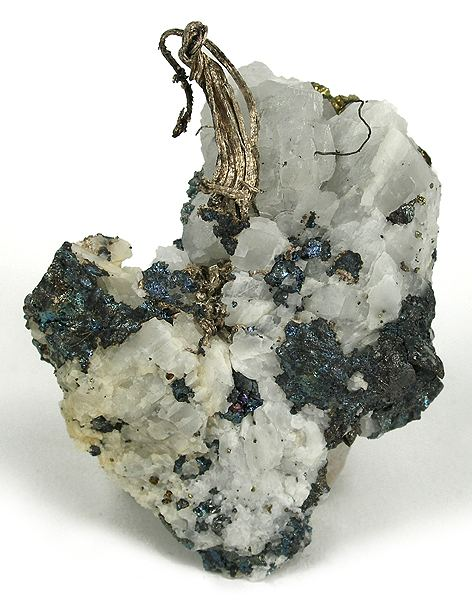
Gediegen Silber auf Bornit und Calcit aus der „San Martín Mine“, Municipio de Sombrerete, Zacatecas, Mexiko

Als sogenanntes „Durchläufer-Mineral“ kann Bornit unter verschiedenen Bildungsbedingungen und mit zahlreichen Paragenesen entstehen.
So ist er als akzessorischer Bestandteil in magmatischen Gesteinen und orthomagmatischen Sulfid-Lagerstätten sowie in Karbonatiten unter anderem bei Phalaborwa und Okiep sowie im Namaqualand in Südafrika zu finden. Auch als Nebenbestandteil in eisenarmen Kupfer-Lagerstätten, entstanden durch pneumatolytische und hydrothermale Prozesse innerhalb von Pegmatiten oder Skarnen ist Bornit weit verbreitet wie beispielsweise in Tsumeb und Musina (ehemals Messina) in Südwestafrika sowie bei Butte im US-Bundesstaat Montana.
Am häufigsten bildet sich Bornit allerdings in schichtförmigen Cu-(Co-Ag)-Lagerstätten in Sedimenten wie unter anderem in den Kupferschiefern Thüringens und Hessens sowie im Mansfelder Kupferschiefer in Sachsen-Anhalt. Eher selten bildet sich Bornit dagegen in den Zementationszonen von Kupferlagerstätten.
Des Weiteren kann Bornit sekundär aus Chalkopyrit unter Einwirkung heißer Lösungen zusammen mit Magnetit, Hämatit und oft auch Chalkosin entstehen wie beispielsweise im Siegerland in NRW, Berggießhübel in Sachsen, bei Kupferberg in Schlesien, in der schwedischen Gemeinde Norberg und bei Redruth in der britischen Grafschaft Cornwall.
Bornit verwittert relativ leicht über die Zwischenstufen Chalkosin, Covellin und Idait zu Azurit und Malachit. Entsprechend tritt er in Paragenese mit den bisher genannten Mineralen, aber auch anderen Kupfer- und Eisenmineralen wie z. B. Pyrit sowie mit Calcit, verschiedenen Granaten, Pyrit, Quarz und Wollastonit auf. 
Als häufige Mineralbildung ist Bornit an vielen Fundorten anzutreffen, wobei bisher (Stand: 2017) mehr als 5.000 Fundorte bekannt sind. Neben seiner Typlokalität Jáchymov (Sankt Joachimsthal) trat das Mineral in Tschechien noch an vielen weiteren Orten von Böhmen und Mähren auf, so unter anderem bei Příbram, der Region Hradec Králové und Karlovy Vary (Karlsbad), Schlesien und Vysočina.
Erwähnenswert aufgrund außergewöhnlicher Bornitfunde ist unter anderem Bisbee im US-Bundesstaat Arizona, wo einerseits tonnenschwere Massen und andererseits Kristalle von bis zu 2 cm Durchmesser („Cole Mine“) zutage gefördert wurden. Schön entwickelte Kristalle von bis zu 4 cm Größe fand man in der „Dzhezkazgan Mine“ im Gebiet von Qaraghandy in Kasachstan. Aus Likasi in der kongolesischen Provinz Haut-Katanga sind Kristallfund von etwa 3 cm Größe bekannt und aus Carn Brea in Cornwall (England) kommen meist etwa 1 cm große Kristalle.
Weitere Fundorte liegen in Afghanistan, Ägypten, Angola, der Antarktis, in Argentinien, Armenien, Australien, Aserbaidschan, Belgien, Bolivien, Botswana, Brasilien, Bulgarien, Chile, China, Costa Rica, Deutschland, der Dominikanischen Republik, Ecuador, Eritrea, auf Fidschi, in Finnland, Frankreich, Ghana, Griechenland, Grönland, Haiti, Honduras, Indien, Indonesien, Iran, Irland, Italien, Jamaika, Japan, Kanada, auf der Kanalinsel Jersey, in Kirgisistan, der Demokratischen Republik Kongo, Kolumbien, Nord- und Südkorea, im Kosovo, auf Kuba, Madagaskar, Malaysia, Mali, Marokko, Nordmazedonien, Mexiko, der Mongolei, Myanmar, Namibia, Neuseeland, Norwegen, Oman, Österreich, Pakistan, Panama, Papua-Neuguinea, Peru, auf den Philippinen, in Polen, Portugal, Puerto Rico, Rumänien, Russland, auf den Salomonen, in Sambia, Saudi-Arabien, Schweden, Schweiz, Serbien, Sierra Leone, Simbabwe, Slowakei, Slowenien, Spanien, Südafrika, Eswatini, Taiwan, Thailand, der Türkei, in Ungarn, Venezuela, im Vereinigten Königreich (Großbritannien), den Vereinigten Staaten von Amerika (USA) und Zypern.
Auch in mehreren Gesteinsproben vom Mittelatlantischen Rücken, vom Zentralindischen Rücken und vom Ostpazifischen Rücken sowie außerhalb der Erde auf dem Mond konnte Bornit nachgewiesen werden.

## Verwendung
Bornit ist aufgrund seines hohen Kupfergehalts von etwa 63 Gewichtsprozent und seines verbreiteten Vorkommens ein wichtiges Kupfer-Erz.